# 欧根

欧根

欧根（1918年—1983年12月31日），原名欧阳根厚，小名燕元，字德荫，笔名沙袋，云南省剑川县金华南门街人，白族。

## 生平
欧根幼年在家乡读私塾和小学，后到云南省立昆华中学读初中。1936年秋，考入云大附中高中部。1938年，加入云南青年抗日先锋队（中国共产党外围组织），逐渐成为当地学生运动的骨干之一。同年9月，加入中国共产党。1939年毕业，受派到《云南日报》社工作，并在中共云南省工委的指示下从事地下工作。
1947年，离开报社，到昆明南菁中学任教。1948年1月返回剑川。同年5月，滇西工委成立，欧根任副书记。1949年，由欧根具体领导，在剑川举行了“四二”武装暴动，建立起了剑川人民自卫大队（后改剑川人民自卫团）。5月下旬，滇西工委后勤总部成立，欧根兼任总部主任。同年6月上旬，滇西工委集中滇西北地区的人民武装整训，组建人民自卫军，欧根任第一支队前线委员。1949年7月，任新成立的滇桂黔边区党委执行委员。同年9月，任新组建的滇西北地委副书记兼宣传部长、行署专员。1949年12月，卢汉起义后，欧根奉命前往大理工作。1950年后，先后担任丽江地委书记、副书记、丽江行署专员。
1953年10月，调到北京，任中央民族事务委员会委员、政策研究室副主任。1954年，当选第一届全国人民代表大会代表，并任全国人大民族委员会委员。
1956年，调回大理，先后担任大理地委第一书记、州委书记，州长，州委副书记、书记，州革命委员会副主任、主任，云南省民族事务委员会副主任等职。
1983年12月31日，因慢性阻塞性肺病等病，在昆明逝世。骨灰安葬在剑川金华山北麓桃花坞下。